# 1997 BT3
1997 BT3 är en asteroid i huvudbältet som upptäcktes den 31 januari 1997 av den japanska astronomen Takao Kobayashi vid Ōizumi-observatoriet.
Den tillhör asteroidgruppen Koronis.